# Дицентра великолепная
Дице́нтра великоле́пная, или сердцецве́т великолепный (лат. Lamprocapnos spectabilis, ранее — Dicentra spectabilis), — вид цветковых растений, входящий в монотипный род Лампрокапнос (Lamprocapnos) в составе семейства Маковые (Papaveraceae). В некоторых системах вместе с близкими родами выделяется в семейство Дымянковые (Fumariaceae).

## Название
Дицентра великолепная была описана в 1753 году Карлом Линнеем под названием Fumaria spectabilis. В 1847 году она была перенесена в род дицентра. В 1997 году на основании молекулярных исследований этот вид был выделен в отдельный род Lamprocapnos. Название этого рода происходит от др.-греч. λάμπρος — «блестящий» и др.-греч. καπνός — «дым» — часто используемой части составных названий родов дымянковых. Видовой эпитет spectabilis означает «великолепная». Русское общеупотребительное название растения — «разбитое сердце».

## Ботаническое описание
Многолетнее травянистое растение, достигающее 90 см в высоту. Стебли прямостоячие, мясистые, толстые, ветвистые, облиственные.
Листья на черешках до 12 см длиной, сверху зелёные, снизу с сероватым дымчатым налётом, гладкие, сложные, двукратно или трёхкратно разделённые. Листочки разделённые на небольшие доли, с зубчатым краем.
Цветки двусторонне-симметричные, сердцевидные. Собраны по 7—15 в кистевидные соцветия на концах цветоносов и в пазухах верхних листьев. Чашелистики цельные, рано опадающие. Внешние лепестки розового цвета, у некоторых форм белые. Внутренние лепестки белые, с красноватыми или желтоватыми прожилками. Тычинки широкие, похожие на лепестки. Рыльце пестика продолговатое, двудольчатое, завязь веретеновидная, зелёная.
Плод — продолговатая коробочка до 35 мм длиной, с неопадающим пестиком. В каждой коробочке по 2—8 гладких круглых семян чёрного цвета.

## Ареал и использование
В дикой природе дицентра великолепная распространена на Дальнем Востоке, в восточном Китае и Северной Корее. Произрастает на полянах, в лиственных лесах, на высоте до 2800 м над уровнем моря.
Дицентра великолепная широко выращивается как декоративное растение. Предпочитает солнечные места, к почве неприхотлива. После цветения все надземные части растения отмирают. Устойчива к насекомым и различным грибковым болезням растений.
Хорошо известно несколько сортов дицентры. Например, сорта 'Alba' и 'Snowdrift' обладают чисто-белыми цветками. У 'Gold Heart' окраска листьев золотисто-жёлтая.
Корневища дицентры содержат ядовитые алкалоиды.

## Классификация
Дицентра великолепная была выделена в монотипный род Lamprocapnos в 1997 году. Морфологически отличается от настоящих дицентр (Dicentra) простыми кистевидными соцветиями и имеющимися на всех побегах листьями.
|  |                                      |  |                                                               |                                                               |                   |  | ещё 6 семейств (согласно Системе APG III) | ещё 6 семейств (согласно Системе APG III) |                         |  |  |  | триба Гипекоумовые                           | триба Гипекоумовые                           |                           |  |  |  |  |
|  |                                      |  |                                                               |                                                               |                   |  | ещё 6 семейств (согласно Системе APG III) | ещё 6 семейств (согласно Системе APG III) |                         |  |  |  | триба Гипекоумовые                           | триба Гипекоумовые                           | вид Дицентра великолепная |  |  |  |  |
|  |                                      |  |                                                               | порядок Лютикоцветные                                         |                   |  |                                           |                                           | подсемейство Дымянковые |  |  |  |                                              | род Lamprocapnos                             |                           |  |  |  |  |
|  |                                      |  |                                                               | порядок Лютикоцветные                                         |                   |  |                                           |                                           | подсемейство Дымянковые |  |  |  |                                              | род Lamprocapnos                             |                           |  |  |  |  |
|  | отдел Цветковые, или Покрытосеменные |  |                                                               |                                                               | семейство Маковые |  |                                           |                                           | триба Дымянковые        |  |  |  |                                              |                                              |                           |  |  |  |  |
|  | отдел Цветковые, или Покрытосеменные |  |                                                               |                                                               |                   |  |                                           |                                           |                         |  |  |  |                                              |                                              |                           |  |  |  |  |
|  |                                      |  | ещё 58 порядков цветковых растений (согласно Системе APG III) | ещё 58 порядков цветковых растений (согласно Системе APG III) |                   |  |                                           | подсемейство Маковые                      | подсемейство Маковые    |  |  |  | ещё 18 родов, в том числе хохлатка и дымянка | ещё 18 родов, в том числе хохлатка и дымянка |                           |  |  |  |  |
|  |                                      |  |                                                               | ещё 58 порядков цветковых растений (согласно Системе APG III) |                   |  |                                           |                                           | подсемейство Маковые    |  |  |  |                                              | ещё 18 родов, в том числе хохлатка и дымянка |                           |  |  |  |  |

### Синонимы
Родовые:
- Capnorchis Borkh., 1797, nom. illeg.
- Eucapnos Siebold & Zucc., 1843, nom. illeg.

Видовые:
- Capnorchis spectabilis (L.) Borkh., 1797
- Corydalis scandens Spreng., 1827
- Corydalis spectabilis (L.) Pers., 1806
- Dicentra spectabilis (L.) Lem., 1847
- Diclytra spectabilis (L.) DC., 1821
- Eucapnos spectabilis (L.) Siebold & Zucc., 1843
- Fumaria spectabilis L., 1753basionym
- Hedycapnos spectabilis (L.) Planch., 1853